# Przestrzeń Lorentza
Przestrzenie Lorentza – klasa (quasi-)przestrzeni Banacha uogólniająca przestrzenie Lp. Konstrukcja przestrzeni pochodzi od G. Lorentza.

## Konstrukcja
Niech (X,μ) będzie przestrzenią z miarą oraz niech 0 < p < ∞, 0 < q ≤ ∞.
Przestrzenią Lorentza Lp,q nazywa się przestrzeń wszystkich zespolonych funkcji mierzalnych na X dla których wartość
{\displaystyle \|f\|_{L_{p,q}(X,\mu )}=p^{1/q}\|t\mu \{|f|\geqslant t\}^{1/p}\|_{L_{q}(\mathbb {R} ^{+},{\frac {dt}{t}})}}
jest skończona (jest to wówczas quasinorma zupełna w tej przestrzeni).
W przypadku q < ∞, zachodzi następujący wzór
{\displaystyle \|f\|_{L_{p,q}(X,\mu )}=p^{1/q}\left(\int _{0}^{\infty }t^{q}\mu \left\{x\mid |f(x)|\geqslant t\right\}^{q/p}\,{\frac {dt}{t}}\right)^{1/q}.}
natomiast gdy q = ∞ prawdziwy jest wzór
{\displaystyle \|f\|_{L_{p,\infty }(X,\mu )}^{p}=\sup _{t>0}\left(t^{p}\mu \left\{x\mid |f(x)|>t\right\}\right).}
Umownie, definiuje się L∞,∞(X,μ) = L∞(X,μ). W przypadku, gdy p=q przestrzenie Lorentza są przestrzeniami Lp, tj. Lp,p = Lp.

## Normowanie
Wyżej skonstruowane quasi-przestrzenie Banacha można unormować dla p ∈ (1, ∞), q ∈ [1, ∞]. Niech f będzie zespoloną funkcją mierzalną na X oraz niech funkcja
{\displaystyle f^{*}:[0,\infty )\rightarrow [0,\infty ]}
będzie zdefiniowana wzorem
{\displaystyle f^{*}(t)=\inf\{\alpha \in \mathbb {R} ^{+}:d_{f}(\alpha )\leqslant t\}}
gdzie dƒ jest tzw. dystrybuantą funkcji ƒ, daną wzorem
{\displaystyle d_{f}(\alpha )=\mu (\{x\in X\colon |f(x)|>\alpha \})}
(powyżej umownie przyjęto, że infimum zbioru pustego wynosi ∞.
Dla p ∈ (1, ∞), q ∈ [1, ∞] funkcja
{\displaystyle \|f\|_{L^{p,q}}=\left\{{\begin{array}{l l}\left(\int _{0}^{\infty }(t^{\frac {1}{p}}f^{*}(t))^{q}\,{\frac {dt}{t}}\right)^{\frac {1}{q}}&q\in (0,\infty ),\\\displaystyle \sup _{t>0}t^{\frac {1}{p}}f^{*}(t)&q=\infty .\end{array}}\right.}
jest normą w przestrzeni Lorentza Lp,q.